# Gunya
Gunya (horvátul: Gunja) falu és község Horvátországban Vukovár-Szerém megyében. 

## Fekvése
Vukovártól légvonalban 53, közúton 63 km-re délre, a Nyugat-Szerémségben, az ún. Cvelferija területén, a Száva bal partján fekszik. A Cvelferija legnagyobb települése. 

## Története
A Száva melléke a történelem folyamán mindig termékeny terület volt, mely vonzotta az embereket. Az élet ugyanakkor veszélyeket is rejtett magában a folyó gyakori árvizei miatt. Gyunya határában a Mašanj nevű erdő területén téglagyártáshoz agyagbányát nyitottak. Az agyag kitermelése során a középkori településmaradványok mellett egy több mint 3000 éves, késő bronzkori, a Vatya-kultúra népéhez tartozó település maradványai is előkerültek. A ferencesek 1300 és 1325 között ezen a helyen, mely ma a Mašanj-erdő területére esik, a pécsi püspökség engedélyével udvarházat és vizivárat, majd 1373 és 1376 között XI. Gergely pápa engedélyével kolostort építettek. A várat és a kolostort 1378-ban Bartholomaeus Pisanus ferences atya „De conformitate vitae Beati Francisci ad vitam Domini Jesu“ című írásában Alsán néven említi először. 
Gunya település mai nevén 1428-ban „Gwnya” néven szerepel először az Alsáni család birtokai között.  1464-ben Országh Mihály nádornak a Dombói Pál királyi lovászmester és Dombói László királyi kamarás közötti egyezséget megerősítő oklevelében „Gunya” alakban találjuk.  A ferencesek a Šumanovci nevű helyen Szűz Mária tiszteletére fatemplomot is építettek, melyet a török 1526-ban felégetett. 
A török 1536-ban szállta meg a vidéket és 1691-ig volt török uralom alatt. A 18. század elején Boszniából érkezett katolikus sokácok települtek ide be. 1769-ben megalapították racsinovcei plébániát. A katonai határőrvidék megszervezésekor Mária Terézia rendelete alapján 1745-ben elhatárolták a katonai közigazgatás alá vont területeket. A falu a Péterváradi határőrezred katonai igazgatása alá került. Lakói a katonai igazgatás teljes megszüntetéséig határőrök voltak, akik 16 és 60 életévük között kötelezve voltak a császári hadseregben a katonai szolgálatra. Részt vettek a Habsburg Birodalom szinte valamennyi háborújában. 1808-ban átkerült a Bródi határőrezred újonnan alakított 12. Drenóci századához. Azóta nevezik az egykori 12. század területét Cvelferijának . A katonai közigazgatást 1873-ban megszüntették, majd területét 1881-ben Szerém vármegyéhez csatolták. 
Az első katonai felmérés térképén „Gunya” néven található. Lipszky János 1808-ban Budán kiadott repertóriumában „Gunya” néven szerepel. Nagy Lajos 1829-ben kiadott művében „Gunya” néven 160 házzal, 795 katolikus és 12 ortodox vallású lakossal találjuk.  1848-ban a falu közepén Szent Jakab apostol tiszteletére templomot építettek. A 19. század végén német, magyar, ruszin és szlovák családok vándoroltak be, de jöttek likai és dalmáciai szerb és horvát családok is. 1886-ban a település bekapcsolódott a vasúti hálózatba és fontos vasúti csomóponttá vált. 

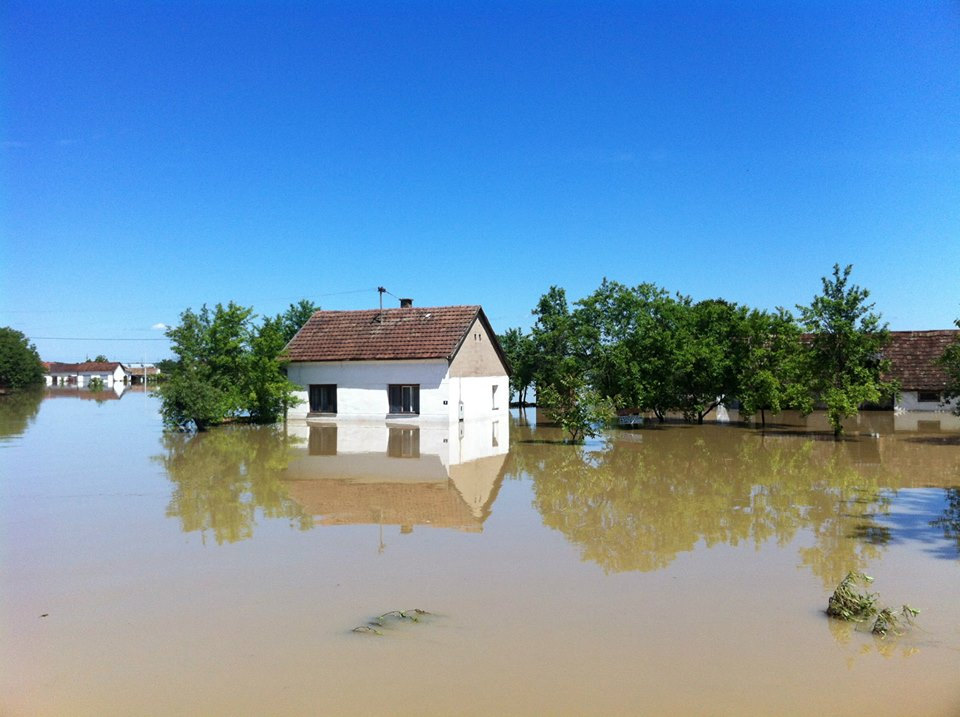
A 2014-es májusi árvíz képe

A településnek 1857-ben 771, 1910-ben 1415 lakosa volt. Szerém vármegye Zsupanyai járásához tartozott. Az 1910-es népszámlálás adatai szerint lakosságának 70%-a horvát, 9%-a német, 9%-a magyar, 4%-a szerb, 2-2%-a ruszin és szlovák anyanyelvű volt. A település az első világháború után az új szerb-horvát-szlovén állam, majd később (1929-ben) Jugoszlávia része lett. 1941 és 1945 a Független Horvát Államhoz tartozott, majd a szocialista Jugoszlávia fennhatósága alá került. 1991-től a független Horvátország része. 1991-ben lakosságának 56%-a horvát, 29%-a muzulmán, 6%-a szerb, 4%-a jugoszláv nemzetiségű volt. A horvát függetlenségi háború idején a falu állandó szerb fenyegetettségben élt, több ház és az iskola is súlyos károkat szenvedett a szerb tüzérség ágyúzása során. A falunak 2011-ben 3732 lakosa volt. 2014. május 17-én a Száva nagy áradásakor Gunyát is elöntötte az ár, melynek következtében a lakosságot ki kellett menekíteni. A házakban súlyos károk keletkeztek.

## Népessége
| Lakosság változása | Lakosság változása | Lakosság változása | Lakosság változása | Lakosság változása | Lakosság változása | Lakosság változása | Lakosság változása | Lakosság változása | Lakosság változása | Lakosság változása | Lakosság változása | Lakosság változása | Lakosság változása | Lakosság változása | Lakosság változása |
| ------------------ | ------------------ | ------------------ | ------------------ | ------------------ | ------------------ | ------------------ | ------------------ | ------------------ | ------------------ | ------------------ | ------------------ | ------------------ | ------------------ | ------------------ | ------------------ |
| 1857               | 1869               | 1880               | 1890               | 1900               | 1910               | 1921               | 1931               | 1948               | 1953               | 1961               | 1971               | 1981               | 1991               | 2001               | 2011               |
| 771                | 810                | 850                | 1.128              | 1.267              | 1.415              | 1.414              | 1.703              | 1.995              | 2.455              | 3.830              | 4.873              | 5.090              | 5.176              | 5.033              | 3.732              |

### A gunyai muzulmánok
Pontosan nem ismert, hogy ki volt az első muzulmán és mikor volt, amikor Gunyára költözött. A muszlimok amellett, hogy mezőgazdasági termelők voltak, a téglagyártásban erdei munkásokként vagy bérlőként a Spačva erdeiben is dolgoztak. A helyi plébániahivatal emlékkönyve szerint 1921-ben Gunyán, a "vallás" megjegyzés alatt egy muszlimot említettek, az első úgynevezett összeházasodás pedig 1933-ban történt. A muszlimok tömeges érkezése Gunyára és Szlavóniába a második világháború idején ment végbe, amikor a mai Horvátország és a mai Bosznia-Hercegovina nagy része a Független Horvát Állam része volt. Ekkor Bosznia keleti részről sok, a háború elől menekülő muszlim talált menedéket Gunyán és másutt, Szlavónia területén. A migráció 1942-től a háború utánig, 1946-ig tartott.

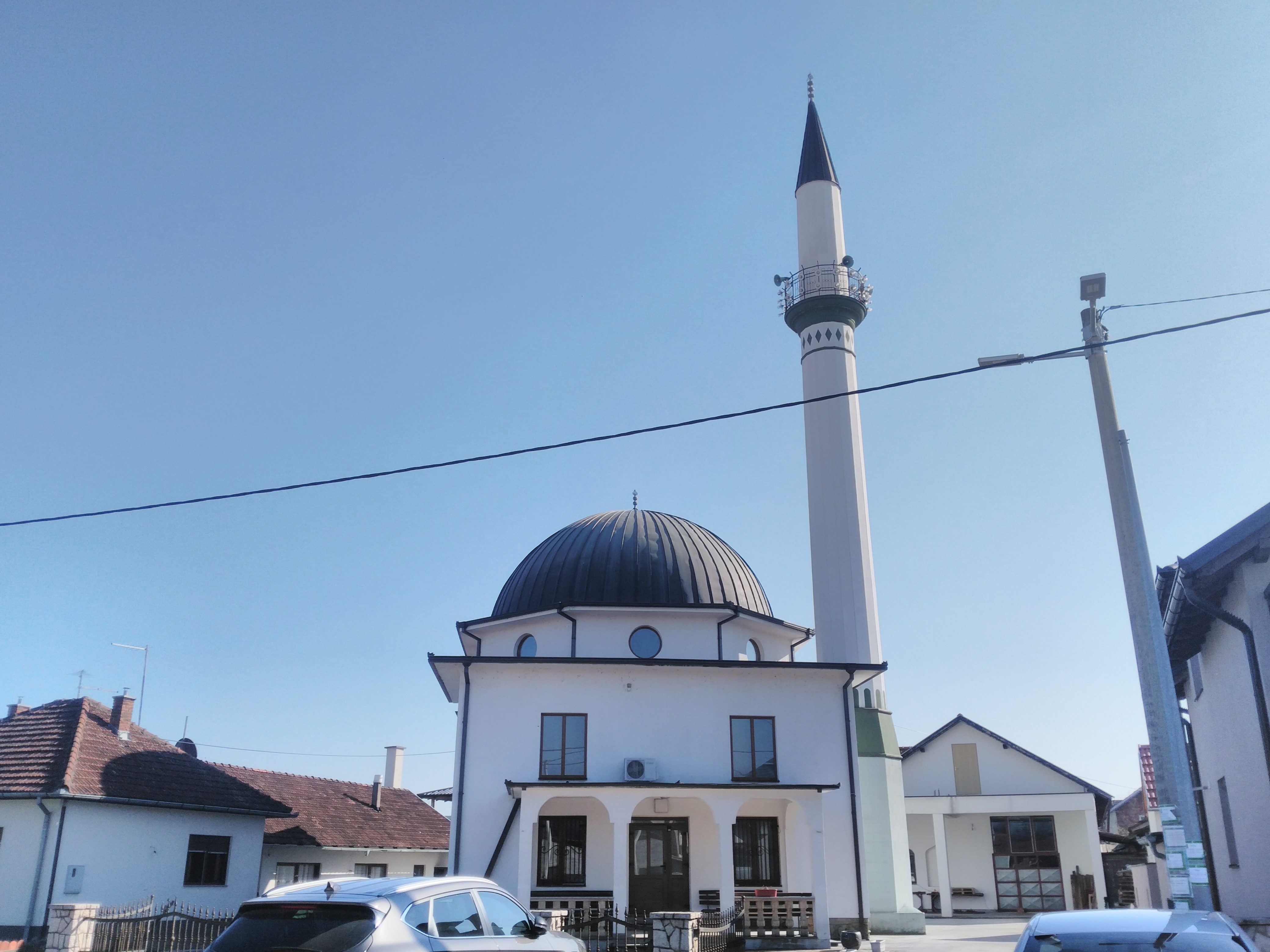
A gunyai mecset látképe

A gunyai mecset az első és legrégebbi mecset Horvátországban. Hivatalosan 1969. szeptember 28-án nyitották meg. Az épület egy olyan földterületre épült, amelyet muszlim házaspárok adományoztak erre a célra. Az első imám a mecsetben Hasan Suljkanović volt, 1981 óta Idriz Bešić a mecset imámja. 1999-ig a mecset klasszikus tetővel volt borítva, majd a "Rabite" Iszlám Liga, Gunya község és a helyi muszlimok segítségével felújították és kupolával borították. Az építészeti terveket a zágrábi Faruk Muzurović építész készítette.
A mecset mellett 1960 óta egy különálló muszlim temető található Gunyán, amelyben több száz menekültet temettek el a Bosznia-Hercegovinában elkövetett szerb agresszió során.
1995-ben megkezdődött egy iszlám központ építése is Gunyán a mecset közelében.
Amellett, hogy Horvátország legrégebbi mecsetje itt van, a volt Jugoszlávia általános iskolái közül Gunya az első olyan hely, ahol az iszlám vallási oktatást bevezették. Iszlám vallási oktatásban a 2007/08-as tanévben 202 tanuló vett részt. 

## Gazdaság
A helyi gazdaság alapja ma hagyományosan a mezőgazdaság és az állattartás. Gunya község összesen 3106 hektárral rendelkezik, melyből a mezőgazdasági földterület összesen 1883 hektár (60,6%). A terméketlen földterület 539 hektárt (17,4%) foglal el. Az önkormányzat gazdaságának struktúrájában különféle tevékenységek vannak jelen. Jelentős helyet foglal el a bútorgyártás mintegy 120 alkalmazottal. A faluban számos kisebb gazdaság működik. A legfőbb szolgáltatási tevékenységek a vendéglátás, a kereskedelem, a könyvelés és egyéb kézműves tevékenység formájában jelentkezik.

## Nevezetességei
- A Šumanovci Jóreménység Anyja római katolikus szentélye az egyik legrégibb egyházi építmény a megye területén. Ezen a helyen 1373-ban XI. Gergely pápa engedélyével még az Alsáni grófok építettek ferences kolostort, majd a ferencesek felépítették a Szűz Mária tiszteletére szentelt templomot is, mely fokozatosan kegyhellyé fejlődött. 1376-ban XI. Gergely pápa teljes búcsút biztosított azoknak a híveknek, akik zarándoklatot tesznek Šumanovciba. A török hódítás idején 1526-ban a szentélyt megsemmisítették, de kiűzésük után ismét zarándokhely lett. 1729-ben egy fakápolnát építettek, majd 1822-ben új templomot építettek itt, amelyben a Mária mennybevétele szobrát helyezték el. A zarándokok a kegyhelyben a jóreménység és megbocsátás üzenetét ismerték fel. A kegyhely különösen Nagyboldogasszony ünnepén telik meg a hívőkkel.

- A falu régi Szent Jakab apostol tiszteletére szentelt plébániatemplomának[9] építése 1845-ben fejeződött be. Az új templom építését 1982-ben kezdték meg és 2008. április elején a torony és a munka a harang megáldásával fejeződött be. Azóta nem végeztek istentiszteletet a régi templomban. Az idők és különösen a 2014-es árvíz pusztítása miatt a régi templom csaknem semmisült. [10] A régi templom klasszicista stílusban épült, valószínűleg egy régi kápolna helyén. Szűkebb, félköríves apszissal rendelkező, északi tájolású egyhajós épület, nyugati oldalon sekrestyével, és a főhomlokzat fölötti harangtoronnyal. A falfelületeket sekély lizénák szegélyezik, amelyek a főhomlokzaton négyzet alakú kiemelkedésekkel és téglalap alakú betétekkel kitöltött mezőkkel rendelkeznek. Az oldalhomlokzatokon körablak és hosszúkás, ives záródású ablakok láthatók, sekély profilozással keretezve. A főhomlokzaton egy négyszögletes portál található fából készült ajtóval. A harangtorony négyzet alaprajzú, az emeleti részt párkány választja el, amely alatt homorú íves oromzat ereszkedik. A harangtorony felületeit szögletes, sekély pilaszterek díszítik, tetején piramis alakú toronysisak látható. A templom belsejében kupolás boltozat található, melynek ívei a pillér- és pilaszterfőkre támaszkodnak. A falakat és a boltíveket növényi és geometrikus motívumokat tartalmazó falfestmények, a boltozatokat pedig szenteket ábrázoló medalionok díszítik. A sekrestye bejárata felett Árpád-házi Szent Erzsébetet ábrázoló falfestmény látható. Magyar Erzsébet. A templomban egy fő- és két mellékoltár található falazott menzával és fából készült retablóval. A sekrestye famennyezetű, padlózata tömör kőlappal burkolt.

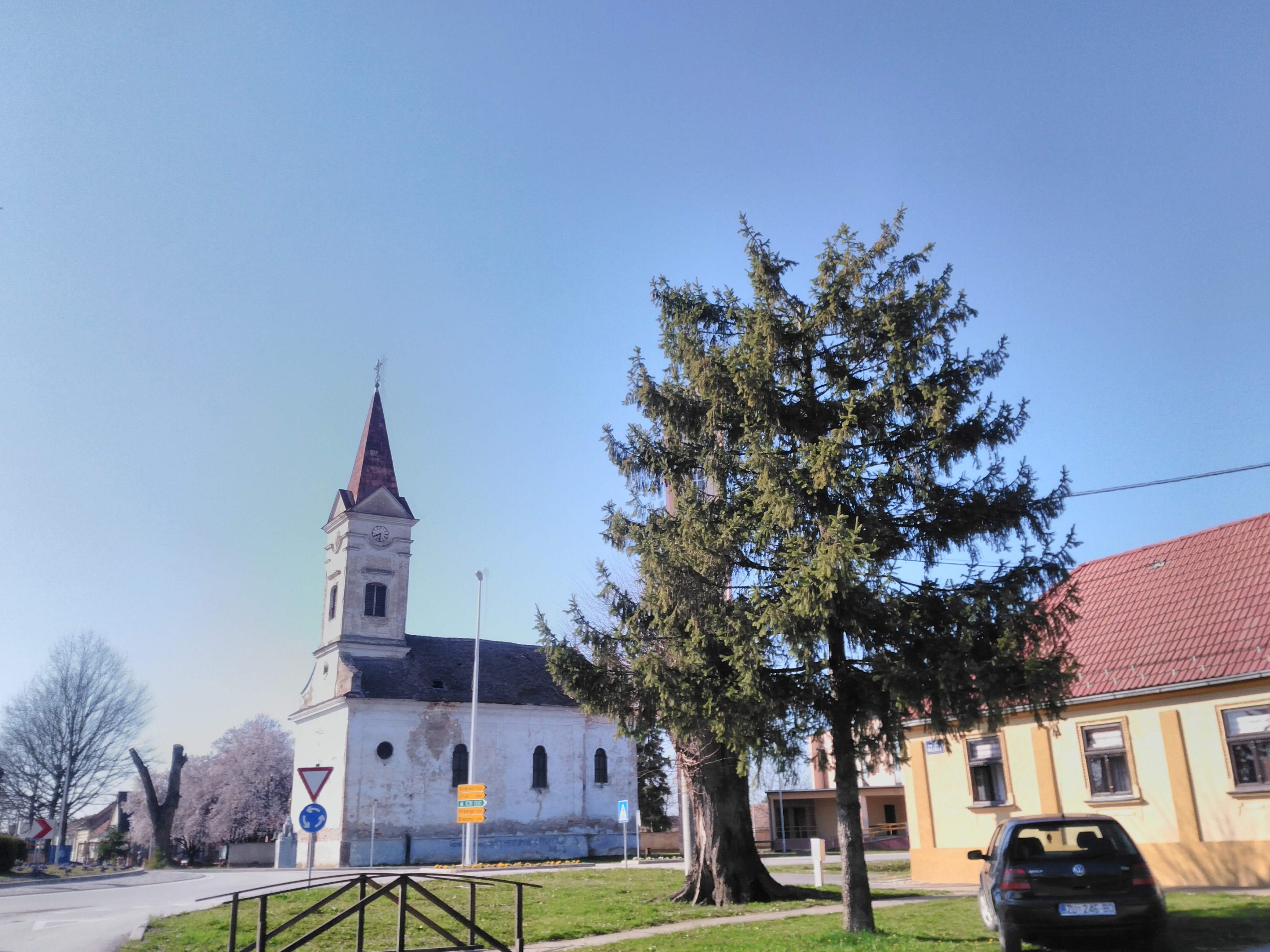
A régi Szent Jakab templom

## Kultúra
- A KUD „Graničari” kulturális és művészeti egyesületet 1971-ben alapították. Az egyesületnek jelenleg folklórcsoportja, tamburazenekara, női énekkara és színjátszó csoportja működik. Az egyesület évente kétszer rendez meghívott vendégekkel közös kulturális és szórakoztató programokat. Farsang idején farsangi esküvőt és maszkabált szerveznek. 2007 óta rendezik meg a šumanovci Mária kegyhelyen a Mária-énekek fesztiválját. 2009-ben könyvet jelentettek meg, mely az egyesület színielőadásait, valamint a település és környéke népi szokásait tartalmazza.

- Bošnjački KUD Behar bosnyák kulturális egyesület

- MMC SKIG (A Kreatív Ötletek Multimédia Központja és Stúdiója)

## Oktatás
Az első iskolák a Cvelferija területén a 18. század utolsó negyedében létesültek. A Gunya és a környező falvak akkoriban a katonai határőrvidék részei voltak. A katonai hatóságok 1764-ben adtak parancsot iskola létesítésére minden egyes helyen, ahol katonai parancsnokság működött. A Drenóci határőrszázad első iskoláját Racsinovcén alapították 1779-ben, majd ezt a drenóci iskola követte 1780-ban. A drenóci iskola első adataiban már megjelennek Gunya tanulói is, szám szerint hatan. A század többi falujában, agy Gunyán is csak jóval később, 1830-ban létesült az első iskola. Az iskola első tanítója Stjepan Markovic volt. Sok faluban nem volt iskolaépület, ezért az órákat az őrtornyokban, nagy éppen a ravatalozóban tartották. 
Ez volt a helyzet Gunyán is 1843-ban. Az 1855/56-os tanévben Gunyára 15 elsős és 24 második osztályos gyermek járt. 1857-ben új iskolát építettek egy tanteremmel és egy három szobás tanítói lakással, amelyet 1910-ben bővítettek. A következő húsz évben a tanulók számának állandó növekedése miatt egy új iskola felépítése vált szükségessé, amelyet 1880-ban építettek. A 20. század elejének, az első világháború előtti és a két világháború közötti időszakáról nincs megőrzött dokumentáció. A háborúk idején az iskolaépületeket kórházakként és a menekültek elszállásolásához használták. A 20. század második felében tanreformot hajtottak végre, amely kötelező nyolcosztályos oktatást írt elő. Az 1946/47-es tanévben az iskola öt osztályos iskolává bővült 177 tanulóval. Az 1955/56-os tanévben már 248 tanuló járt ide hét osztályba osztva. 1960-ban a vasútállomás közelében létrehozták a „Stanica” iskolát, a régi iskolár pedig előbb „Selo” iskolának nevezték, majd felvette a Radić testvérek nevét. A honvédő háború idején sok gyermek kényszerült elhagyni lakóhelyén, ugyanakkor az iskolában kialakított ideiglenes szálláson mintegy húszezer menekült ment át. A megmaradt tanulóknak magánházakban tartották az oktatást. Az Antun és Stjepan Radić Általános Iskola legújabb története során minden bizonnyal a legjelentősebb az 1999/2000-es tanév. Ebben az évben alakították ki az iskola központi épületét. Az régi épületet átalakították, felújították és kibővítették. Az iskolában ezt követően 667 tanuló vett részt az oktatásban. 2013-ban az iskola elnyerte a Horvát Rádió és Televízió legszebb kontinentális horvát iskolakert díját, melyet ünnepélyes keretek között adtak át.

## Sport
- Az NK Jadran labdarúgóklubot 1928-ban alapították. Több szezont játszott az Eszék-Vinkovce megyeközi bajnokságban, de a 2018/2019-es szezonban kiesett. Jelenleg a megyei 1. ligában szerepel.

- ŠRD „Šaran” spothorgászklub
- AK Gunja asztaliteniszklub

## Egyesületek
- DVD Gunja önkéntes tűzoltó egyesület.
- A „Ris” vadásztársaság 1883 óta működik.